# Hercostomus praetentans
Hercostomus praetentans är en tvåvingeart som beskrevs av Lamb 1924. Hercostomus praetentans ingår i släktet Hercostomus och familjen styltflugor. Inga underarter finns listade i Catalogue of Life.